# Ambassaderåd
Ambassaderåd er stillingsbetegnelse for en erfaren, typisk flere gange udsendt medarbejder under ambassadørniveau ved en ambassade. En ambassaderåd kan i ambassadørens fravær fungere som chargé d'affaires a.i.